# وینیفرد کورتیس
وینیفرد کورتیس (انگلیسی: Winifred Curtis؛ ۱۵ ژوئن ۱۹۰۵ – ۱۴ اکتبر ۲۰۰۵) یک دانشمند اهل استرالیا بود.